# SG Findorff
Die SG Findorff (offiziell: Sportgemeinschaft Findorff e. V.) ist ein Sportverein aus dem Bremer Stadtteil Findorff. Die Korbballmannschaft der Frauen wurde sechsmal deutscher Meister. Die Cricketmannschaft der Männer wurde zweimal deutscher Meister.

## Geschichte
Der Verein entstand im Jahre 2005 durch die Fusion des am 16. November 1911 gegründeten Turnverein der Bahnhofsvorstadt Bremen (TVdB Bremen) mit dem drei Jahre später gegründeten Verein Eintracht Bremen. Beide Vereine bildeten nach dem Ende des Zweiten Weltkrieges 1945 kurzzeitig die Sportgemeinschaft Bahnhofsvorstadt/Findorff, die jedoch ein Jahr später wieder in die beiden Stammvereine zerfiel. Seit 2002 verhandelten beide Vereine über eine Fusion, die schließlich drei Jahre später durchgeführt wurde.

### Sportangebot
Die SG Findorff bietet die Sportarten Badminton, Cricket, Eltern-Kind-Turnen, Fit & Gesund, Fit im Alter, Fitness, Freizeitsport, Fußball, Gesundheitssport, Gymnastik, Handball, Inklusionsgruppen, Karate, Kindertanz und Jazz Dance, Kinderturnen und Sport und Spiel, Kleinkinderturnen und Psychomotorik, Korbball, Leichtathletik und Sportabzeichen, Pétanque, Pilates, Qigong, Rückengymnastik, Taekwondo, Taijiquan, Tennis, Tischtennis, Triathlon, Volleyball, Yoga und Zirkus Turnini an.

### Korbball
Die Korbballmannschaft der Frauen wurde in den Jahren 2006, 2007, 2008, 2010, 2011 und 2013 deutscher Meister im Korbball. Dazu kommen jeweils drei Meisterschaften in den Altersklassen Jugend und Schülerinnen. Bereits der Stammverein TvdB Bremen gewann neun Meisterschaften bei den Frauen, fünf in der Jugend und zwei bei den Schülerinnen. Im nicht mehr ausgespielten Feldkorbball gewann der TvdB Bremen zwei weitere Meisterschaften bei den Frauen.

### Cricket
Die Cricketmannschaft der Männer wurde im Jahre 2016 deutscher Meister im Ein-Tages-Cricket, und 2018 im Twenty20-Cricket. Bester Batsman der Mannschaft ist Ahmed Wardak mit 2430 Runs, während Iftikhar Khan als bester Bowler 141 Wickets erzielen konnte. 2019 nahm Findorff zudem als deutscher Vertreter an der ersten European Cricket League in La Manga teil, einem internationalen T10-Turnier europäischer Meister, wo sie gegen VOC Rotterdam den zweiten Platz belegte. Die erste Mannschaft wird trainiert von Shekhar Patra.

### Fußball
Im Fußball war Eintracht Bremen der erfolgreichere Verein. Die Männer spielten 20 Jahre in der höchsten Bremischen Amateurliga und nahmen einmal am DFB-Pokal teil, während die Frauen 1989 die Endrunde um die deutsche Meisterschaft erreichten. Zudem brachte die Eintracht mit Claudia Müller eine deutsche Nationalspielerin hervor.
Im Jahr der Fusion starteten die Fußballer der SG Findorff in der Kreisliga C. Im Jahre 2010 erreichten die Findorffer Füchse nach zwei Aufstiegen in Folge die Bezirksliga, ehe zwei Jahre später der Aufstieg in die Landesliga Bremen gelang. 2015 stiegen die Findorffer wieder ab und schafften 2018 den Wiederaufstieg in die Landesliga. Mit Reena Wichmann brachte die SG Findorff eine Bundesligaspielerin hervor.

### Volleyball
Die Volleyballerinnen des TvdB Bremen spielten in der Saison 1996/97 und 1998/99 in der Bundesliga. Mit Marita Hüninghake und Ramona Landgraf spielten zwei ehemalige Nationalspielerinnen für den TvdB Bremen.

## Ehrungen
- Als Nachwuchs-Mannschaft wurde die C-Jugend der Mädchen im Korbball 2018 Landessportler des Jahres in Bremen.